# Saint-Eustache-la-Forêt
Saint-Eustache-la-Forêt est une commune française, située dans le département de la Seine-Maritime en région Normandie. Ses habitants sont les Saint-Eustachais.

## Géographie

### Localisation
| Saint-Jean-de-la-Neuville |                         | Bolbec                 |
| Les Trois-Pierres         | Saint-Eustache-la-Forêt |                        |
| Mélamare                  |                         | Saint-Antoine-la-Forêt |

Le village de Saint-Eustache-la-Forêt est situé proche de la ville de Bolbec, dans la région naturelle du pays de Caux.

### Hydrographie
La commune est située dans le bassin Seine-Normandie. Elle n'est drainée par aucun cours d'eau,. Néanmoins un plan d'eau est présent sur le territoire communal : la mare Monique (0,02 ha),.

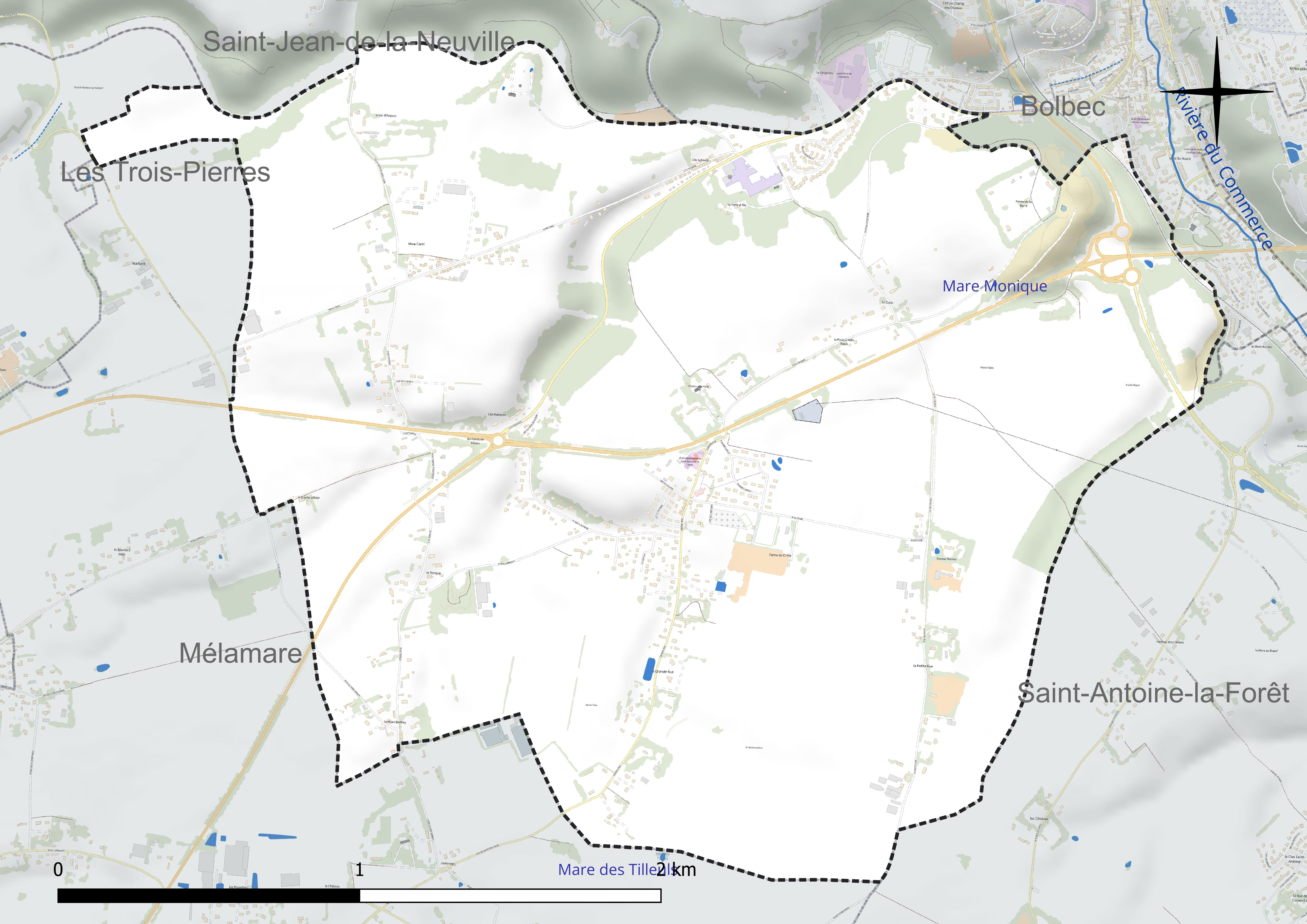
Réseau hydrographique de Saint-Eustache-la-Forêt.

### Climat
Pour des articles plus généraux, voir Climat de la Normandie et Climat de la Seine-Maritime.
En 2010, le climat de la commune est de type climat océanique franc, selon une étude du CNRS s'appuyant sur une série de données couvrant la période 1971-2000. En 2020, Météo-France publie une typologie des climats de la France métropolitaine dans laquelle la commune est exposée à un climat océanique et est dans la région climatique  Côtes de la Manche orientale, caractérisée par un faible ensoleillement (1 550 h/an) ; forte humidité de l’air (plus de 20 h/jour avec humidité relative > 80 % en hiver), vents forts fréquents. Parallèlement le GIEC normand, un groupe régional d’experts sur le climat, différencie quant à lui, dans une étude de 2020, trois grands types de climats pour la région Normandie, nuancés à une échelle plus fine par les facteurs géographiques locaux. La commune est, selon ce zonage, exposée à un « climat maritime », correspondant au Pays de Caux, frais, humide et pluvieux, légèrement plus frais que dans le Cotentin.
Pour la période 1971-2000, la température annuelle moyenne est de 10,5 °C, avec une amplitude thermique annuelle de 13,1 °C. Le cumul annuel moyen de précipitations est de 915 mm, avec 12,6 jours de précipitations en janvier et 8,4 jours en juillet. Pour la période 1991-2020, la température moyenne annuelle observée sur la station météorologique la plus proche, située sur la commune de Petiville à 14 km à vol d'oiseau, est de 12,0 °C et le cumul annuel moyen de précipitations est de 844,9 mm,. Pour l'avenir, les paramètres climatiques de la commune estimés pour 2050 selon différents scénarios d'émission de gaz à effet de serre sont consultables sur un site dédié publié par Météo-France en novembre 2022.

## Urbanisme

### Typologie
Au 1er janvier 2024, Saint-Eustache-la-Forêt est catégorisée ceinture urbaine, selon la nouvelle grille communale de densité à sept niveaux définie par l'Insee en 2022.
Elle appartient à l'unité urbaine de Bolbec, une agglomération intra-départementale regroupant cinq  communes, dont elle est une commune de la banlieue,,. Par ailleurs la commune fait partie de l'aire d'attraction du Havre, dont elle est une commune de la couronne,. Cette aire, qui regroupe 116 communes, est catégorisée dans les aires de 200 000 à moins de 700 000 habitants,.

### Occupation des sols
L'occupation des sols de la commune, telle qu'elle ressort de la base de données européenne d’occupation biophysique des sols Corine Land Cover (CLC), est marquée par l'importance des territoires agricoles (88,5 % en 2018), en diminution par rapport à 1990 (89,4 %). La répartition détaillée en 2018 est la suivante : 
terres arables (55 %), prairies (33,4 %), zones urbanisées (7,6 %), forêts (3,9 %). L'évolution de l’occupation des sols de la commune et de ses infrastructures peut être observée sur les différentes représentations cartographiques du territoire : la carte de Cassini (XVIIIe siècle), la carte d'état-major (1820-1866) et les cartes ou photos aériennes de l'IGN pour la période actuelle (1950 à aujourd'hui).

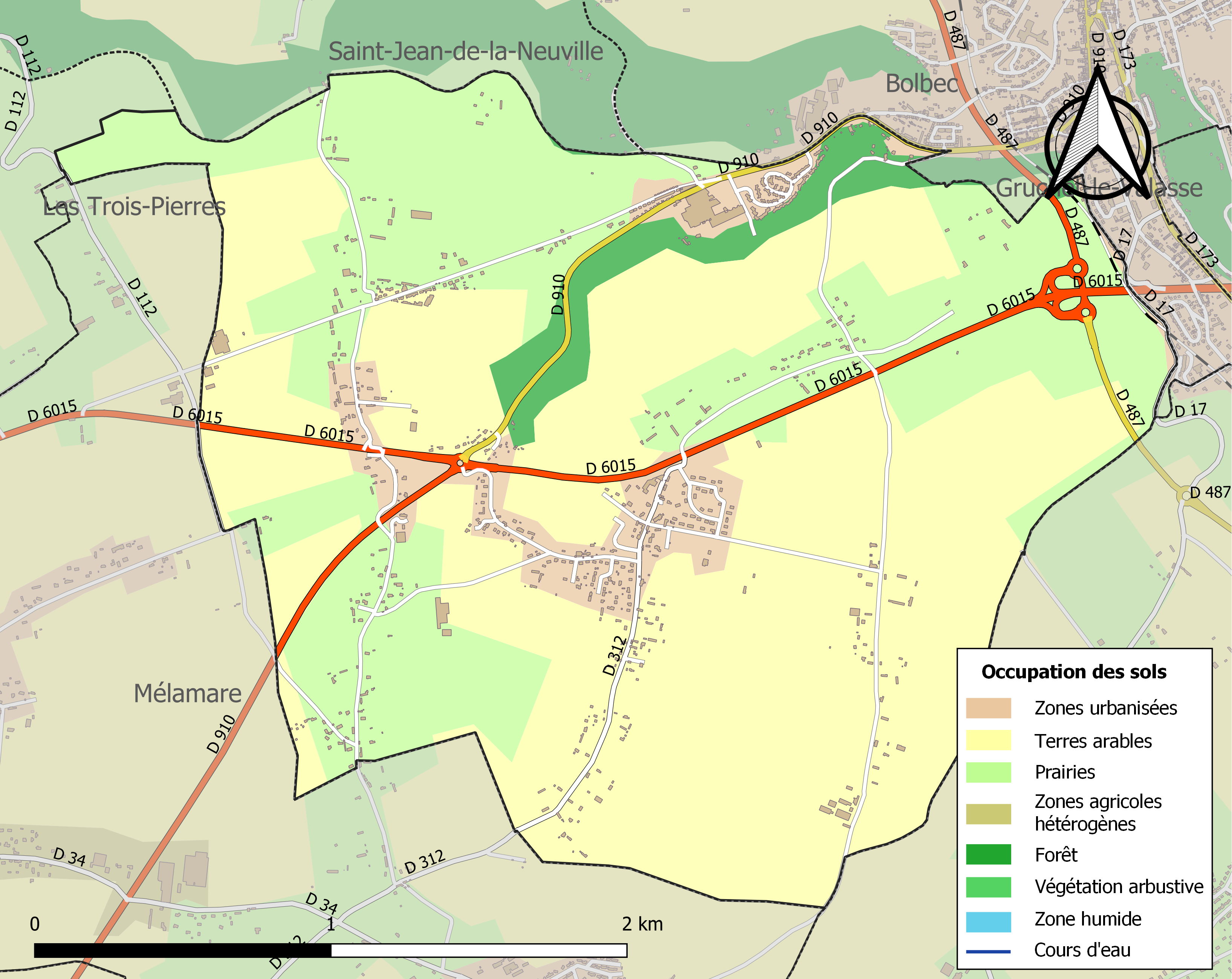
Carte des infrastructures et de l'occupation des sols de la commune en 2018 (CLC).

## Toponymie
Le nom de la localité est attesté sous les formes In parrochia Sancti Eustachii en 1172, 1173 et 1175, de Sancto Eustacio fin du XIIe siècle, In parrochia Sancti Eustachii de Foresta entre 1261 et 1290, parrochia Sancti Eustacii in valle de Archis en 1280, Saint Eustace en 1398, 1403, 1422, 1433 et 1459, Saint Eustasse en la forest en 1383, Saint Eustace de la Forest en  1597, Saint Eustache en 1713, Saint Eustache-la-Forêt en 1953.
Le second élément évoque l'ancienne forêt qui appartenait avant à la ville de Lillebonne.

## Histoire
La chapelle du Val-d'Arques, l'église du village, est rattachée en premier lieu aux comtes de Boulogne de 1033 à 1477 (XIe – XVe siècle), puis aux sires d'Equimbosc. Enfin, depuis la fin du XVe siècle, elle dépendra du prieuré du Val-aux-Grès de Bolbec.
Dès 1875, la ville compte déjà près de 845 habitants.

## Politique et administration
| Période                                  | Période                    | Identité            | Étiquette | Qualité                                                                            |
| ---------------------------------------- | -------------------------- | ------------------- | --------- | ---------------------------------------------------------------------------------- |
| Les données manquantes sont à compléter. |                            |                     |           |                                                                                    |
| 1875                                     |                            | Isidore Prunier     |           |                                                                                    |
| mars 2001                                | mars 2008                  | Alain Gérard        |           |                                                                                    |
| mars 2008                                | En cours (au 10 août 2020) | Hubert Lecarpentier |           | Vice-président de la CA Caux Seine Agglo (2014 → ) Réélu pour le mandat 2020-2026, |

## Population et société

### Démographie
L'évolution du nombre d'habitants est connue à travers les recensements de la population effectués dans la commune depuis 1793. Pour les communes de moins de 10 000 habitants, une enquête de recensement portant sur toute la population est réalisée tous les cinq ans, les populations de référence des années intermédiaires étant quant à elles estimées par interpolation ou extrapolation. Pour la commune, le premier recensement exhaustif entrant dans le cadre du nouveau dispositif a été réalisé en 2008.

En 2022, la commune comptait 1 213 habitants, en évolution de +10,57 % par rapport à 2016 (Seine-Maritime : +0,35 %, France hors Mayotte : +2,11 %).
| 1793 | 1800 | 1806 | 1821 | 1831 | 1836 | 1841 | 1846 | 1851 |
| ---- | ---- | ---- | ---- | ---- | ---- | ---- | ---- | ---- |
| 685  | 658  | 776  | 898  | 726  | 742  | 701  | 701  | 682  |

| 1856 | 1861 | 1866 | 1872 | 1876 | 1881 | 1886 | 1891 | 1896 |
| ---- | ---- | ---- | ---- | ---- | ---- | ---- | ---- | ---- |
| 391  | 637  | 708  | 733  | 844  | 918  | 921  | 960  | 876  |

| 1901 | 1906 | 1911 | 1921 | 1926 | 1931 | 1936 | 1946 | 1954 |
| ---- | ---- | ---- | ---- | ---- | ---- | ---- | ---- | ---- |
| 873  | 888  | 776  | 796  | 782  | 752  | 764  | 754  | 760  |

| 1962 | 1968 | 1975  | 1982  | 1990  | 1999  | 2006  | 2008  | 2013  |
| ---- | ---- | ----- | ----- | ----- | ----- | ----- | ----- | ----- |
| 733  | 739  | 1 178 | 1 184 | 1 217 | 1 180 | 1 105 | 1 084 | 1 051 |

| 2018  | 2022  | - | - | - | - | - | - | - |
| ----- | ----- | - | - | - | - | - | - | - |
| 1 195 | 1 213 | - | - | - | - | - | - | - |

### Enseignement
- École maternelle
- École élémentaire

## Économie
Le village de Saint-Eustache-la-Forêt compte près de 15 établissements artisanaux[réf. souhaitée] dans différentes branches tels que la peinture, le carrelage, la carrosserie, la serrurerie, la menuiserie, etc.

## Culture locale et patrimoine

### Lieux et monuments

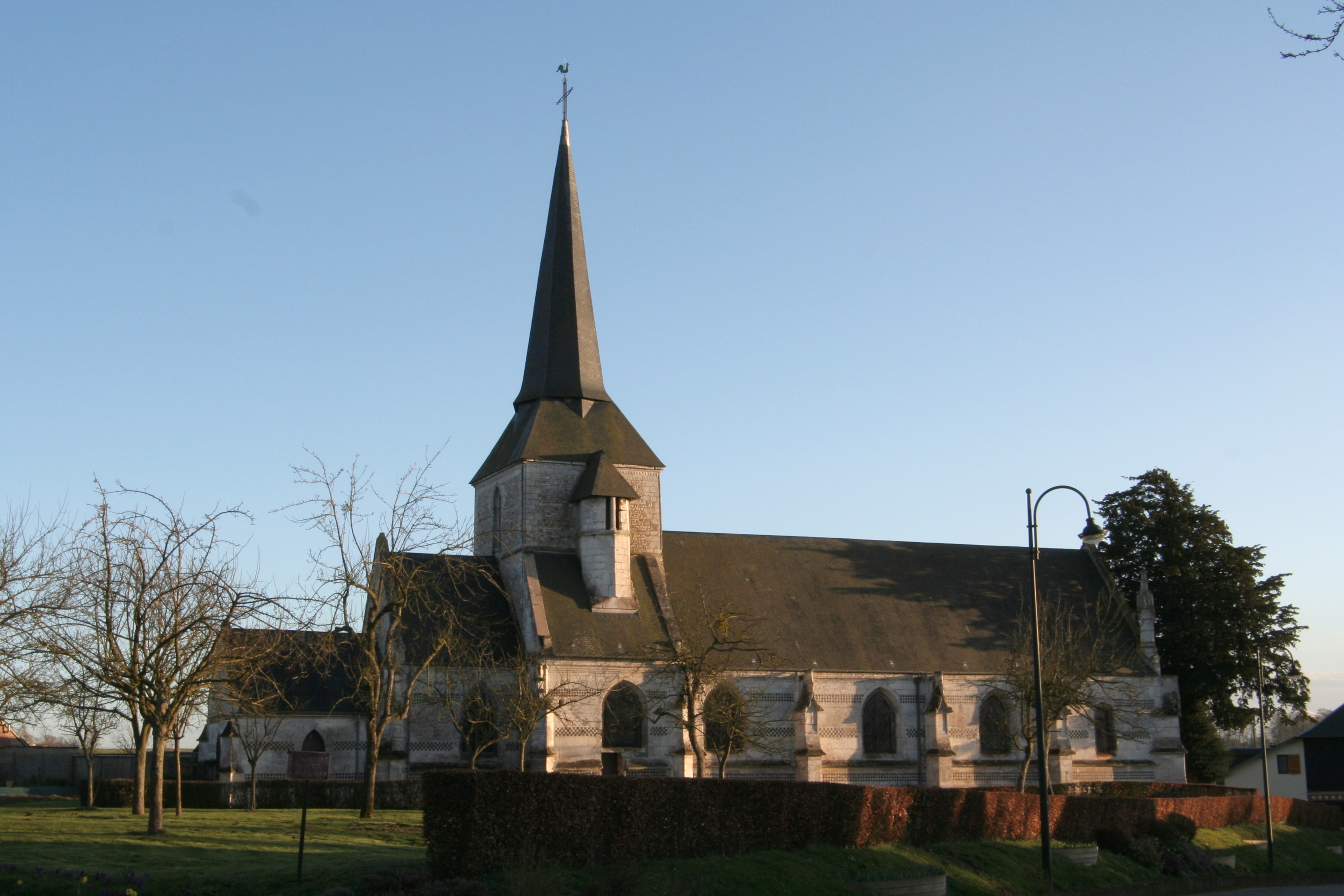
L'église Saint-Eustache.

- Chapelle du Val-d'Arques (église Saint-Eustache). Cette église du XVIe siècle au style gothique a un petit clocher datant partiellement du XIIIe siècle, avec un berceau en bois dans la nef (XVIe siècle) qui fait son originalité. Elle a été inscrite monument historique par arrêté du 19 juillet 1926[28].
- Le château du Val-d'Arques : classé aux monuments historiques par arrêté du 12 avril 1972[29], cet ensemble architectural, remarquable exemple de l'architecture d'Henri IV, est construit en façade de brique et en pierre avec des décors de silex. Il emprunte typiquement l'esthétique cauchoise pour le choix de ses matériaux. Le domaine existe au moins depuis le XVe siècle et appartenait à l’origine à la famille Deschamps, qui fut anoblie par Henri IV. S’ensuivit quelque temps plus tard l’édification du château et de ses dépendances, au début du XVIIe siècle. Cette demeure seigneuriale appartient à la tradition de ces châteaux de plaisance à l’architecture classique, pleine d’équilibre et de symétrie. Un colombier datant de 1610 accompagne noblement l'édifice ainsi qu'une multitude de puits. La grange, le colombier, l’étable, le puits, le verger, les jardins, etc. sont autant de traces de l’époque où ce type de domaine fonctionnait tel un royaume en autarcie. Une belle région qui présente l’histoire dans un cadre magnifique. Une de ces caractéristiques les plus intéressantes du domaine est son clos-masure, architecture unique en son genre dans le pays de Caux, et qui a la particularité ici d’être en hémicycle.
- Le château de Saint-Eustache, inscrit monument historique par arrêté du 21 mars 1963[30].
- monument aux morts (1921)

## Pour approfondir